# 一色あかね (AV女優)
一色 あかね（いっしき あかね、1984年6月12日 - ）は、日本のAV女優。プライムエージェンシー所属。

## 略歴・人物
2007年にAVデビュー。

## 出演作品

### アダルトビデオ
- DAISY 12 （2007年10月20日、プレステージ）
- 妹萌え日記 （2007年12月13日、マルクス兄弟）
- 白昼夢 （2008年1月1日、エッジ）
- ザーメン中出し 凌辱生徒会長 （2008年2月1日、ワンズファクトリー）
- 接吻や乳首を舐められながら手コキされた僕。 2 （2008年3月1日、ワンズファクトリー）…オムニバス作品 他出演:浜崎りお、妃乃ひかり、寧々、沢尻アヤカ、愛沢ひな、鮎川なお、愛乃彩音、羽田夕夏、南野みるく
- LOLLIPOP 5 （2008年3月10日、ラストラス）…オムニバス作品 他出演:鳴海せいら、園原みか
- 勇気を出して○○○片手に通学途中の女子高生に初めて痴漢した （2008年6月19日、Hunter）…オムニバス作品 他出演:安藤ユカリ、相葉ゆうな、桜井真央、紺野ゆな
- パイパンBerrys あかね&みより （2008年9月2日、エクスチェンジ）…共演:みより
- （2008年12月3日、チーム川崎）…オムニバス作品 他出演:若葉ひな、観月優 他
- 先輩と私 るいとあかね （2009年2月5日、ドリームチケット）…共演:早乙女ルイ

　他

### テレビドラマ
- 特命係長 只野仁 4thシーズン 第33話「只野 vs ネット社会」 （2009年1月15日、テレビ朝日）
- 月曜ゴールデン 「湯けむりバスツアー 桜庭さやかの事件簿」（2009年4月27日、TBS）